# Nordharz
Nordharz es un municipio del distrito de Harz, situado en el estado federado de Sajonia-Anhalt (Alemania). Tiene una población estimada, a fines de 2021, de 7783 habitantes.